# Allonychiurus
Genre
Allonychiurus est un genre de collemboles de la famille des Onychiuridae.

## Liste des espèces
Selon Checklist of the Collembola of the World (version du 1er octobre 2019) :
- Allonychiurus antennalis Sun, Chen & Deharveng, 2011
- Allonychiurus asiaticus (Babenko, 2007)
- Allonychiurus completus Babenko & Fjellberg, 2016
- Allonychiurus donjiensis (Lee & Kim, 1994)
- Allonychiurus elikonius Babenko, Chimitova & Stebaeva, 2011
- Allonychiurus flavescens (Kinoshita, 1916)
- Allonychiurus foliatus (Rusek, 1967)
- Allonychiurus hangchowensis (Stach, 1964)
- Allonychiurus indicus (Choudhuri & Roy, 1965)
- Allonychiurus jindoensis (Lee & Kim, 1994)
- Allonychiurus jongaksanensis (Weiner, 1989)
- Allonychiurus kimi (Lee, 1973)
- Allonychiurus mariangeae (Thibaud & Lee, 1994)
- Allonychiurus mediaseta (Lee, 1974)
- Allonychiurus megasomus Sun, Yan & Chen, 2009
- Allonychiurus pseudocellitriadis (Lee, 1974)
- Allonychiurus shanghaiensis (Rusek, 1971)
- Allonychiurus shinbugensis (Lee, 1974)
- Allonychiurus songi Sun & Wu, 2012
- Allonychiurus subvolinensis Babenko, Chimitova & Stebaeva, 2011
- Allonychiurus unisetosus Babenko, Chimitova & Stebaeva, 2011
- Allonychiurus volinensis (Szeptycki, 1964)

## Publication originale
- Yoshii, 1995 : Identity of some Japanese Collembola II. “Deuteraphorura” Group of Onychiurus. Annals of the speleological research institute of Japan (Iwaizumi), vol. 13, p. 1–12.